# バージニア (装甲艦)
バージニア（CSS Virginia）は、アメリカ連合国海軍の装甲艦。アメリカ合衆国海軍のフリゲート、メリマック（USS Merrimack）の船体を元に改装され、南北戦争で使用された。
バージニアは1862年3月のハンプトン・ローズ海戦で合衆国海軍のモニター（USS Monitor）と、世界初の装甲艦同士の海戦を行ったことで有名である。
それまでの軍艦はほとんどが木造船だった。ハンプトン・ローズ海戦の後、軍艦の設計および海戦の性質は劇的に変化した。

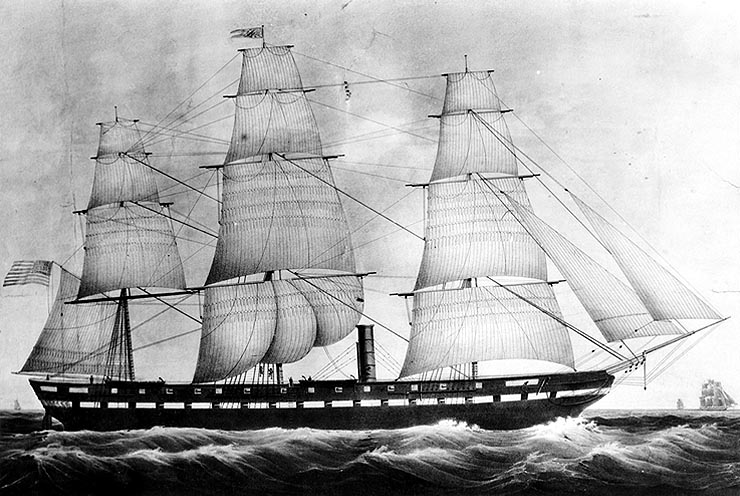
1855年6月15日に進水したフリゲート USS メリマック。

## メリマックからの改装
バージニア州が1861年に合衆国から脱退し連合国側に参加したため、当時脅かされた合衆国側の重要な軍事施設の一つにゴスポート造船所（現在のノーフォーク海軍造船所）があった。同造船所は連合国の手に落ちるのを防ぐため破壊が命じられた。合衆国にとって不運なことに、その命令は達成されなかった。蒸気フリゲートのメリマック (USS Merrimack) は完全に燃え尽きる前に浅瀬に沈没した。南部連合軍が造船所を管理下に置くと、ゴスポート造船所の司令官となったフレンチ・フォレスト大佐は、沈没したメリマックの引き上げを5月18日に着手した。引き上げは5月30日に完了し、造船所の乾ドックに曳航され、焼けた構造物が取り除かれた。
調査の結果、船殻下部とエンジンは無事であることが判明した。メリマックはチェサピーク湾付近において使用可能な南軍の最大の蒸気船であったため、連合国海軍長官であったスティーヴン・マロリーは、メリマックを装甲艦に改造することを決定した。ジョン・ブルック大尉およびジョン・ポーター大尉が改造案のラフスケッチを提出したが、どちらも砲郭型の船を提案した。ブルックの概案は、艦首と艦尾を半潜水形式とするもので、この案が採用された。詳細な設計は艦艇設計技師としての訓練を受けていたポーターが行った。ポーターが改造全体に責任を持ち、ブルックが装甲部分と大砲を、南部海軍のチーフ・エンジニアであったウィリアム・ウィリアムソンが機関部の責任者となった。
燃えた木製船殻は、2枚羽根のスクリューが有効に働くぎりぎりの喫水になる位置で切断された。新たな船尾楼甲板および主甲板上に鉄で装甲された砲郭が取り付けられ、艦首には砲郭とつながるＶ型の水切りが装備された。前後の主甲板および船尾楼甲板は、半潜水状態となるよう設計され、2層からなる4インチ（10cm）の鉄板で覆われた。砲郭部は数層からなる合計24インチ（61cm）の樫材および松材を基部として、それを2インチ（51mm）の鉄板2層で覆った（1層は縦向き、もう1層は横向きに鉄板を装着した）。また、砲郭には敵の砲弾を滑らせるように36度の角度がつけられた。さらに、バージニアの設計者は北部の新聞情報から合衆国軍が装甲艦を建造していたことを耳にしており、通常の砲ではそのような装甲艦に損傷を与えることができないと考え、19世紀の艦艇としては時代錯誤と思われる衝角を装備した。機関部の状態は、もともとメリマックの蒸気機関は正常に動作しない状態であったうえ、塩分の多いエリザベス川の水に沈んでいたために悪化していた。しかも鉄製装甲およびバラスト追加による船体重量増のために、機関の負担は大きくなり、機動性は低下した。完成時、バージニアの旋回半径は1マイル（1.6km）におよび、1旋回するのに45分を要した。これは後により俊敏な北軍のモニターと対鉄した際に大きなハンディキャップとなった。
鉄製の砲郭には14箇所の砲門があり、その内訳は前部3箇所、後部3箇所、左右舷側に4箇所ずつであった。前部および後部の砲門は、中央のものが艦の軸線方向に向いており、左右の砲門は45度の方向を向いていた。これら前後6箇所の砲門には外側に鉄製のシャッターが取り付けられていた。舷側の砲門にはシャッターは取り付けられていなかった。バージニアの兵装は、4門のブルック砲（前装式ライフル砲）、およびメリマックから引き上げた6門の9インチ（229mm）ダールグレン砲（滑腔砲）であった。ブルック砲の内2門は、艦前後の旋回台に載せられており、口径7インチ（178mm）、重量14,500ポンド（6,600kg）、砲弾重量104ポンド（47kg）であった。残り2門は口径6.4インチ（163mm）砲、重量およそ9,100ポンド（4,100kg）で、左右舷側にそれぞれ1門ずつ装備されていた。9インチダールグレン砲は左右舷側にそれぞれ3門ずつ装備されており、重量は約9,200ポンド（4,200kg）、重量72.5ポンド（32.9kg）の砲弾を、仰角15度で3.357ヤード（3,070m）飛ばすことができた。船体中央部のボイラーの釜近くの2門のダールグレン砲は加熱した砲弾を使用できた。砲郭甲板には、敵の接舷攻撃を阻止するために、2門の12ポンド榴弾砲が装備されていた。
バージニアの艦長に任命されたフランクリン・ブキャナンは、最初の出動のわずか数日前に着任した。それまでの艤装員長はケイツビー・アプ・ロジャー・ジョーンズ大尉が勤めた。

## ハンプトン・ローズ海戦
ハンプトン・ローズ海戦はバージニアが配属された1862年3月8日に始まった。バージニアは完成に最大の努力が払われたが、出航時点でも艦内では作業員が作業を継続していた。バージニアはローリー（CSS Raleigh）とビューフォート（CSS Beaufort）の支援を受け、パトリック・ヘンリー（CSS Patrick Henry）、ジェームズタウン（CSS Jamestown）、ティーザー（CSS Teaser）に伴われて航行を続け、合衆国軍の封鎖艦隊と遭遇した。
バージニアが最初に遭遇したカンバーランド（USS Cumberland）は、衝角による攻撃で船体を破損し沈没した。しかしカンバーランドへの攻撃でバージニアは衝角を損傷した。コングレス（USS Congress）の艦長は艦を浅瀬に座礁させることを命じ、その後コングレスとバージニアは砲撃戦を行う。一時間の砲撃戦の後、コングレスは大きく損傷し降伏した。コングレスの乗組員の生き残りが艦から退却する間に、北岸の合衆国軍砲台がバージニアに砲撃を始める。その報復としてバージニアは炎上するコングレスへの砲撃を命じた。
バージニアは戦闘を無傷で切り抜けることはできなかった。カンバーランド、コングレスおよび合衆国軍はバージニアの煙突を破壊し、すでに低速となっていたバージニアの速度はより一層低下した。搭載する砲2門は発射不能となり、多くの装甲板が失われていた。それでもバージニア艦長はミネソタ（USS Minnesota）への攻撃を命じ、ミネソタはバージニアを回避しようとして浅瀬に座礁した。バージニアの吃水は深すぎたためミネソタへの攻撃を継続することはできなかった。その日遅くに翌日の再攻撃を目論みながらバージニアは戦場を去った。
モニター（USS Monitor）は夜遅くにフォート・モンローに到着し、合衆国の都市へのバージニアの脅威を防ぐことと、合衆国軍を保護するためハンプトン・ローズへ急いだ。
翌日の1862年3月9日に世界初の装甲艦同士の海戦が行われた。海戦はバージニアよりも小さく小回りのきくモニターが勝利した。しかし両艦とも多くの砲撃にもかかわらず、互いに効果的な損傷を与えることができなかった。モニターは船体の殆どが水面下にあり、バージニアは効果的な命中弾を与えることができなかったものの、衝角による衝撃には弱かった。結局モニターは艦長が火薬により目を負傷したためバージニアの支配する「戦場」を退却することとなった。バージニアの指揮を執っていたジョーンズ（ブキャナンは戦闘中に負傷）も退却が最良と考え、合衆国軍の封鎖は継続された。モニターはバージニアとの再戦を望まなかった。
その後2ヶ月にわたってバージニアはモニターとの再戦を望むべくハンプトン・ローズへ数度の出撃を行った。しかしモニターはそれに応じなかった。

## 最期

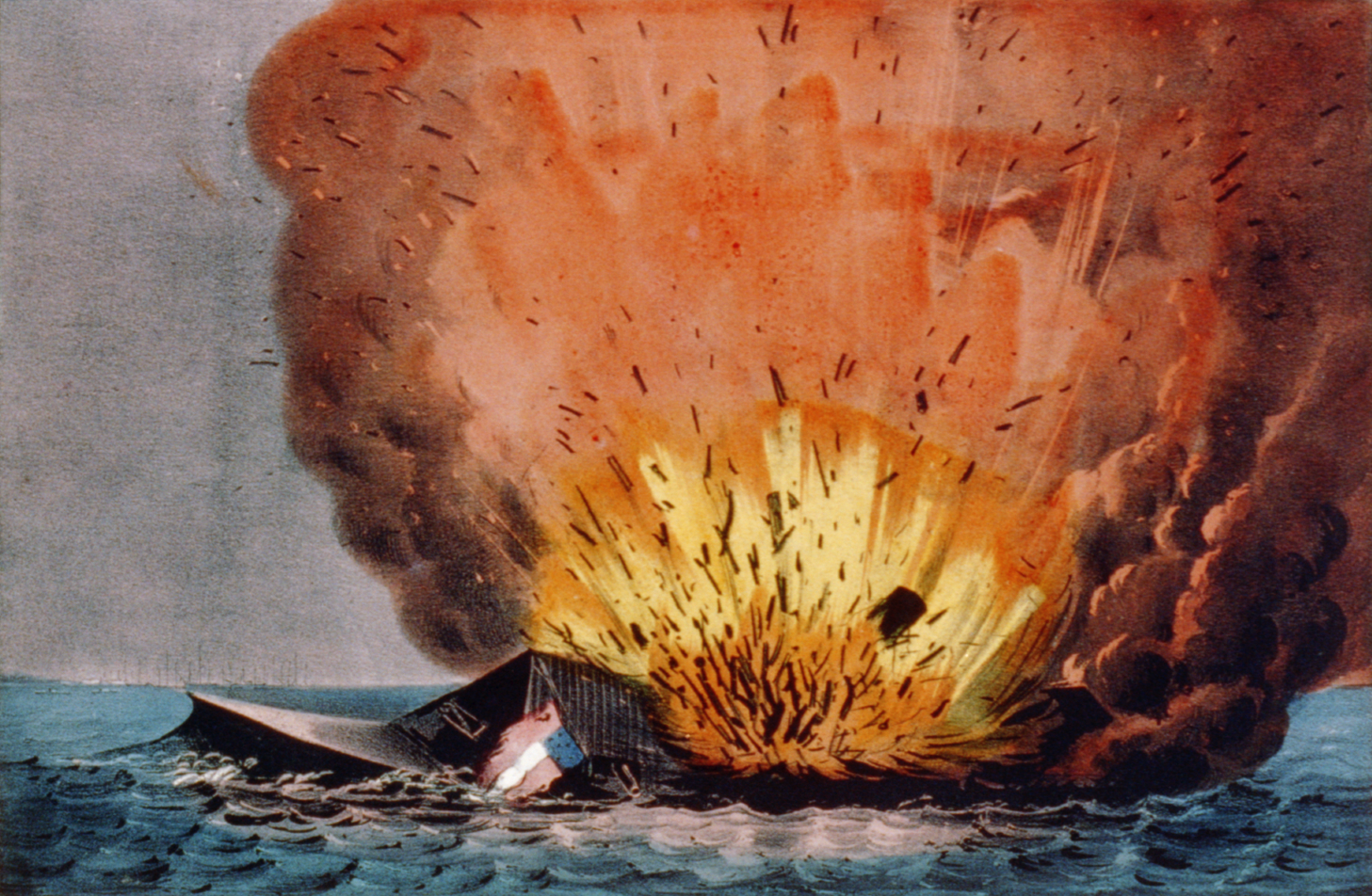
クラニー島沖での「バージニア」の破壊

結局1862年5月10日に合衆国軍はノーフォークを占領し、バージニアはその吃水の深さからジェームズ川を遡上することができなかった。また外洋に出るにも耐航性が十分ではなかったため、バージニア方面の連合国海軍司令官であったジョサイア・タットノールは、捕獲を避けるべくバージニアの破壊を命じた。バージニアの最後の乗組員は搭載砲を外して移動させた。1862年5月11日の朝にバージニアはクラニー島の沖合で爆破され沈没した。その後沈没したバージニアは付近を航行する船舶の邪魔になるなどの理由で3度程爆破されたり、記念品目当てに木材や破片を沈没地点から回収されたりした。

## 艦名の混乱
「バージニア」の艦名は混乱の源となった。その混乱は現代に継続する。
装甲艦は連合国海軍によりバージニア（CSS Virginia）として就役した。しかし、バージニアとして就役した後も合衆国側は元の艦名であるメリマック（USS Merrimack）で呼び表した。南北戦争は合衆国の勝利で終結したため、多くの歴史書では合衆国側の名称であるメリマックで記述される。しかしいつの頃からかスペルの最後の文字「k」が外され「モニターとメリマックの戦い」（the Battle of the Monitor and the Merrimac）とのように短縮された名称で記述されるようになった。メリマック（USS Merrimack）はメリマック川（Merrimack River）にちなんで命名されたが、アメリカ海軍にはUSSメリマック（USS Merrimac）という名の艦も数隻存在し、これらの綴りの違いはいくつかの混乱を引き起こした。連合国側でさえ「Merrimac」の綴りで書き表した物もあった。

## 参考資料
- deKay, James, (1997) Monitor, Ballantine Books, New York, New York,  ISBN 978-0345426352
- Egan, Robert S. (2005). "Thoughts and Speculation on the Conversion of USS Merrimack into CSS Virginia". Warship International (Toledo, OH: International Naval Research Organization) XLII (4): 362–414. ISSN 0043-0374
- Olmstead, Edwin; Stark, Wayne E.; Tucker, Spencer C. The Big Guns: Civil War Siege, Seacoast, and Naval Cannon. Alexandria Bay, New York: Museum Restoration Service. ISBN 0-88855-012-X.
- Quarstein, John V. (2006). "Sink Before Surrender: The Story of the CSS Virginia". In Holzer, Harold and Mulligan, Tim. The Battle of Hampton Roads: New Perspectives on the USS Monitor and CSS Virginia. New York: Fordham University Press. ISBN 0-8232-2481-3.